# Bernardino Graña
Bernardino Graña Villar (Cangas de Morrazo, 27 de septiembre de 1932-Nigrán, 18 de enero de 2025)fue un escritor español.

## Biografía
Desde joven formó parte del Consejo de Redacción de la revista poética Alba. Participó también como articulista en La Noche y el Faro de Vigo, además de colaborar como ensayista en otras publicaciones.  
En 1958 participó en la creación del grupo literario Brais Pinto en Madrid y fue impulsor y primer ejecutivo de la Asociación de Escritores en Lengua Gallega (AELG).  
Durante algunos años dio clase en el Colegio Fingoy de Lugo, institución de carácter progresista fundada por el empresario Antonio Fernández López.  
En 2006 obtuvo o Premio Eixo Atlántico de narrativa gallega y portuguesa por su primera novela, Protoevanxeo do neto de Herodes.  
Toda su obra está escrita en gallego. 

## Obras

### Poesía
- Poema do home que quixo vivir (1958)
- Profecía do mar (1966)
- Non vexo Vigo nin Cangas (1975)
- Se o noso amor e os peixes... (1980)
- Sima-Cima do voar tolo (1984)
- Himno verde (1992)
- Sen sombra e sen amor (2004)
- Acendede as almenaras  (2008)
- Berros no roncar das ondas (2012)

### Teatro
- Vinte mil pesos crime (1962)
- Sinfarín contra don Perfeuto (1975)
- Os burros que comen ouro nunca cabalos serán (1992).

### Narrativa juvenil
- Fins do mundo (1974)
- O león e o paxaro rebelde (1991)
- Planeta dos ratos tolos (1990)
- Xan Guindán, capitán (1991)
- Oso mimoso (1992)
- Namoro de lobo Pipo na escola de don Perico (1992)
- O gaiteiro e o Rato Pérez (1994, premio Merlín)
- Xan Guindán, mensaxeiro (1994)
- Cristo e San Pedro, peregrinos (1994)
- Rata linda de Compostela (1994)
- O lobo e o grilo (1995)
- Contra o león covarde (1995)
- Xan Guindán e os Salvaxes (1995)
- Xan Guindán mensaxeiro (1997)
- O quirico lambón (Xerais 1997)

### Narrativa
- Protoevanxeo do Neto de Herodes (2006) Premio Eixo Atlántico